# Porion
A porion a koponyaméréstanban használt pont a koponyán. A külső hallójárat legfelső pontja. Ezt a pontot használják a fogászatban különböző síkok meghatározására. Így a két porionon és a bal orbitalén áthaladó sík a fej legfontosabb síkja. Ez után történik a fej beállítása. A rágósíkkal párhuzamos síkot a két porion és a subnasale határozza meg.